# National Heritage Memorial Fund
Le National Heritage Memorial Fund (NHMF) est un non-departmental public body (organisme public non départemental) britannique. 
Il a été institué par le National Heritage Act de 1980 et remplace le National Land Fund, initié en 1946.
Son but est d'être un fonds d'aide à l'acquisition, la préservation et l'entretien de lieux, de bâtiments, d'œuvres d'art et d'objets importants pour le patrimoine culturel national. 
Entre 2011 et 2016, le Gouvernement britannique a versé 20 millions de livres au NHMF.
Entre 1980 et 2020, 368 millions de livres sterling ont été dépensées par le NHMF au nom d'acquisitions. L'organisme dispose depuis 1993 de la possibilité de faire appel au National Lottery Heritage Fund (en), en lien avec la Loterie nationale britannique.
Acquisitions ou actions remarquables :
- Évangéliaire de saint Cuthbert (2012), pour 4,5 millions de ₤, conservé par la British Library ;
- la Carte de Hereford (1988), conservée à la Cathédrale de Hereford ;
- le bateau-musée Mary Rose (1982), Portsmouth, National Historic Fleet ;
- l'île de Skokholm, classée en 2006-2008 site d'intérêt scientifique particulier.